# Amyris elemifera
Amyris elemifera es una especie de planta fanerógama perteneciente a la familia Rutaceae.

## Taxonomía
Amyris elemifera fue descrita por Carlos Linneo y publicado en Systema Naturae, Editio Decima 2: 1000. 1759.
Sinonimia
- Amyris floridana Ware ex Nutt.
- Amyris maritima Jacq.
- Amyris maritima var. angustifolia A.Gray
- Elemifera floridana M.Gómez & Roig
- Elemifera maritima (Jacq.) Kuntze
- Elemifera maritima var. unifoliata Kuntze (L.) Kuntze[2]

## Nombre común
Cuaba blanca de Cuba o cuaba amarilla de costa